# Batalla de Orcómeno
La batalla de Orcómeno fue el enfrentamiento decisivo de la primera guerra mitridática sucedida en el año 85 a. C. entre los romanos del procónsul Lucio Cornelio Sila y los pónticos de Arquelao, en una zona pantanosa en las llanuras de Beocia.

## Antecedentes
Después de su victoria en Queronea, los romanos persiguieron al ejército póntico hasta la isla de Zante, pero como no pudieron ocuparla se retiraron a Calcis.
Entonces, Mitrídates envió un nuevo ejército al mando de Dorilao para ayudar a Arquelao. El recién llegado estaba ansioso por enfrentar a Sila en batalla, ignorando las advertencias de Arquelao a pesar de saber las enormes pérdidas ya sufridas por considerarlas exageradas. En contraste, Arquelao demostró haber aprendido a ser prudente ante los romanos, y después de una escaramuza en Tilfosio, convenció a Dorilao de esperar en lugar de buscar batalla. Se mostraron optimistas cuando llegaron a Orcómeno, un campo perfecto para su superior caballería. Allí acamparon.

## Fuerzas enfrentadas

### Romanos
La tropa de Sila se componía de 40 000 hombres, la mitad compuesta de legionarios romanos y el resto por sus aliados de Tesalia, Etolia, Peloponeso y Macedonia. La tropa incluía 6000 jinetes.

### Pónticos
De acuerdo con todos los cronistas, el ejército póntico incluía a los 10 000 sobrevivientes del desastre de Queronea.
Se les sumaban 70 carros de guerra y el ejército traído por Dorilao, estimado por Granio Liciniano, historiador del siglo II, en 65 000 hombres. En cambio, acorde a Eutropio, quien escribió en el siglo IV, y Paulo Orosio, autor del siglo V, esa fuerza sumaba 70 000 soldados. Por último, Apiano y Plutarco, quienes escribieron en el siglo II, hablaban de 80 000 combatientes traídos por Dorilao.
Analizando los datos aportados por los cronistas antiguos, el historiador suizo Cédric Pillonel estimaba en 24 750 a 40 500 hombres al ejército de Arquelao y Dorilao.

## Combate

### Primer día
En la misma llanura decidió acampar Sila, ordenando a sus legionarios cavar trincheras por sus dos lados para obstruir el paso de la caballería póntica. Los generales enemigos se percataron y enviaron inmediatamente a sus jinetes al ataque. Los romanos que estaban ocupados trabajando fueron dispersados y los que suponía le darían protección son forzados a retirarse en confusión.
Entonces Sila desmontó y se abrió paso entre los legionarios en retirada, animándolos a volver al combate: «A mí me es glorioso, oh romanos, morir en este sitio; pero vosotros, a los que os pregunten dónde abandonasteis a vuestro general, acordaos de responderles que en Orcómeno». Estas palabras hicieron que los fugitivos volvieran a la lucha, mientras dos cohortes se reunían en el ala derecha. Fue gracias a esto que Sila pudo poner en fuga a los pónticos. Después hizo alimentar a sus tropas en el campamento y volvió a iniciar los trabajos, pero los pónticos volvieron a cargar, esta vez más ordenados y al mando de Diógenes, hijastro de Arquelao, quien murió dirigiendo a los arqueros, cuando fueron alcanzados por los legionarios y se inició un combate cuerpo a cuerpo. Los atacantes debieron retirarse a su campamento, quedando acorralados y sufriendo muchas pérdidas.

### Segundo día

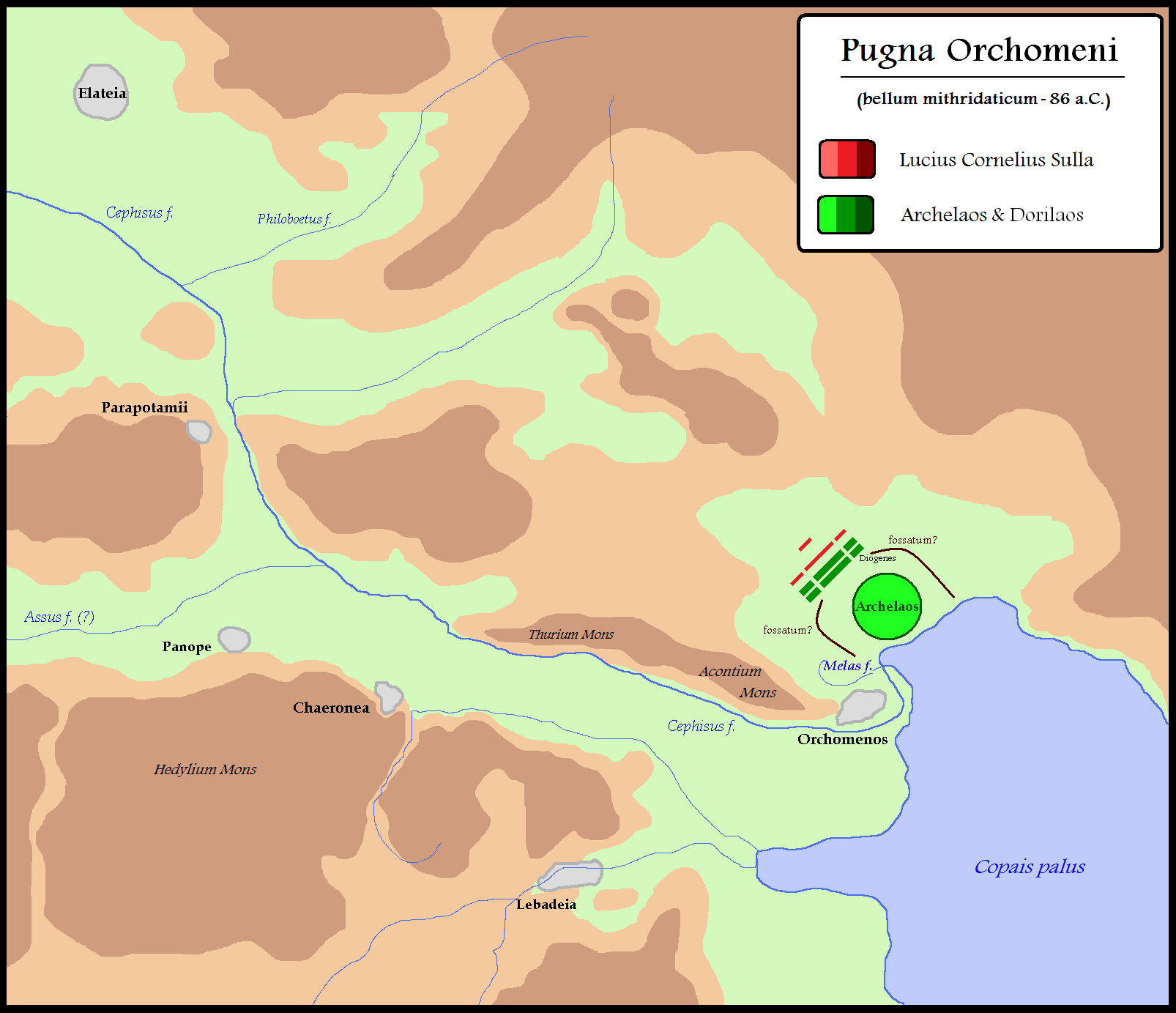
Mapa de las posiciones al comienzo de la batalla.

Al día siguiente, Sila avanzó con sus tropas hasta las trincheras para continuar los trabajos y rodear al campamento enemigo e inmovilizar a Arquelao. Apiano informa que mantuvo numerosos centinelas por todas partes. Entonces los pónticos cargaron una vez más contra los romanos pero fueron repelidos; esta vez, las legiones iniciaron el asalto del campamento enemigo, produciéndose una gran carnicería.
El ejército vencido huyó por las marismas del lago cercano, quedando muchos cadáveres allí, por eso Plutarco dice que dos siglos después aún se podían ver en el barro restos humanos y de espadas, armaduras, cascos y escudos.

## Consecuencias

### Bajas
El ejército de Mitrídates VI fue destruido. Arquelao encontró un bote en las marismas, logrando escapar a Calcis. Según Apiano, el ejército póntico dejó los cadáveres de 10 000 jinetes y 5000 infantes en el campo de batalla. Sin embargo, Eutropio habla de 20 000 muertos y Orosio afirma que fueron muertos en combate 50 000 pónticos y otros 20 000 fueron masacrados en los pantanos cuando pedían clemencia a Sila. Entre los muertos estuvo Diógenes, hijo o hijastro de Arquelao. Granio agrega que 25 000 vencidos fueron capturados y vendidos como esclavos. Según Apiano, en sus batallas (Queronea, Orcómeno y probablemente otras) contra Mitrídates VI, Sila masacró a 160 000 soldados del rey póntico.
El día después de la batalla, Sila entregó a recompensas al valor a sus soldados. Después se dedicó a devastar Beocia y establecer sus cuarteles de invierno en Tesalia esperando la flota de Lucio Licinio Lúculo, pero al no recibir noticias de Lúculo empezó la construcción de una propia.

### Análisis
El historiador militar estadounidense Richard Ernest Dupuy consideró a Sila como un buen líder militar, pero él y otros oficiales que vivieron después de la segunda guerra púnica (como Escipión Emiliano y el propio Lúculo) estaban por debajo del heroísmo de los mejores comandantes romanos en esa guerra o del profesionalismo demostrado por los diádocos. Según Dupuy, habría que esperar hasta Cayo Julio César para encontrar un militar con un talento comparable a Alejandro Magno o Aníbal Barca.
Por su parte, su colega y compatriota David Stone Potter afirma que Sila marcó a la generación de oficiales romanos que vino después, especialmente los que sirvieron bajo su mando, por introducir el uso extensivo de trincheras y empalizadas en el campo de batalla, especialmente en esta batalla y Praeneste (82 a. C.). Por ejemplo, Lúculo en Cícico uso esta táctica para vencer a Mitrídates VI. De hecho, Sila siempre evitó batallas campales al modo tradicional, sólo librando una en la Puerta Collina porque se vio obligado por las circunstancias, prefería forzar a sus enemigos a atacar a sus hombres atrincherados.

### Clásicas
Los libros son citados en números romanos y capítulos y párrafos en números arábigos. Entre paréntesis aparecen los apellidos de los traductores y/o editores de las ediciones usadas con el año correspondiente y las páginas citadas. 
- Apiano. Guerras mitridáticas. Libro XII de Historia Romana. Véase en: White, Horace (1899a). The Roman History of Appian of Alexandria: The foreign wars (en inglés) 1. Nueva York: The MacMillan Company.
- Apiano. Guerras civiles. Libro XIII de Historia Romana. Véase en: White, Horace (1899b). The Roman History of Appian of Alexandria: The civil wars (en inglés) 2. Nueva York: The MacMillan Company.
- Flavio Eutropio. Compendio de la Historia romana. Libro V. Véase en: Watson, John Shelby (1886). Eutropius, Abridgment of Roman History (en inglés). Londres: George Bell and Sons. Para ordenación numérica de párrafos y capítulos véase la versión digitalizada en latín por The Latin Library.
- Granio Liciniano. Historia de Roma (fragmentos). Libro XXXV. Véase en: Pertz, Karl August Friedrich (1857). Gai Grani Liciniani Annalium quae supersunt (en latín). Berlín: Georg Reimer. Para rellenar fragmentos faltantes se uso PHI Latin texts. Para ordenación numérica de capítulos y párrafos véase en: Criniti, Nicola (1981). Grani Liciniani Reliquiae (en inglés). Leipzig: B. G. Teubner.
- Mestrio Plutarco. Vida de Sila, parte de Vidas paralelas. Véase en: Perrin, Bernadotte (1916).  William Heinemann, ed. Plutarch's Lives (en inglés) 4. Cambridge: Harvard University Press. Véase también en UChicago. En español en Imperium.
- Paulo Orosio. Historia contra los paganos. Libro VI. Véase en: Zangemeister, Karl Friedrich Wilhelm (1889).  Max Bänziger, ed. Pauli Orosii Historiarum adversum paganos libri VII (en latín). Leipzig: B. G. Teubner. Véase también Fear, Andrew T. (2010). Orosius: Seven Books of History Against the Pagans (en inglés). Liverpool: Liverpool University Press. ISBN 9781846312397.
- Tito Livio. Periocas. Véase en: Villar Vidal, José Antonio (2008). Tito Livio. Periócas, Periócas de Oxirrinco; Julio Obsecuente. Libro De Los Prodigios. Madrid: Gredos. ISBN 84-249-1696-4.

### Modernas
- Dupuy, Richard Ernest; Trevor Nevitt Dupuy (1977). The Encyclopedia of Military History: From 3500 B.C. to the Present (en inglés). Nueva York: Harper & Row. ISBN 9780060111397.
- Piganiol, André (1989). Le conquiste dei Romani (en italiano). Milán: La Cultura. Traducción francés-italiano por Filippo Coarelli. ISBN 88-04-32321-3.
- Pillonel, Cédric (2005). «Les guerres mithridatiques: essai de quantification des armées pontiques».  En J.-N. Corvisier, ed. Guerre et démographie dans le monde Antique (en francés). París: Kronos B. Y. Éditions. pp. 115-126.
- Potter, David Stone (2009). Rome in the Ancient World: From Romulus to Justinian (en inglés). Londres: Thames & Hudson. ISBN 9780500251522.